# Léonie Pointet
Léonie Pointet (Distretto della Riviera-Pays-d'Enhaut, 17 febbraio 2001) è una velocista svizzera che ha vinto la medaglia d'argento ai Giochi mondiali universitari estivi 2025 nei 200 metri piani e nella staffetta 4x100 metri.

## Progressione

### 60 metri piani
| Stagione | Misura  | Luogo      | Data      | Rank. Mond. |
| -------- | ------- | ---------- | --------- | ----------- |
| 2025     | 7"21(i) | San Gallo  | 22-2-2025 |             |
| 2024     | 7"37(i) | San Gallo  | 17-2-2024 |             |
| 2022     | 7"31(i) | Magglingen | 26-2-2022 |             |
| 2021     | 7"65(i) | Magglingen | 6-2-2021  |             |
| 2020     | 7"77(i) | Magglingen | 22-2-2020 |             |
| 2019     | 7"79(i) | Magglingen | 26-1-2019 |             |
| 2018     | 7"71(i) | San Gallo  | 10-2-2018 |             |
| 2017     | 7"83(i) | Magglingen | 4-2-2017  |             |
| 2016     | 7"93(i) | Magglingen | 6-2-2016  |             |

### 100 metri piani
| Stagione | Misura | Luogo      | Data      | Rank. Mond. |
| -------- | ------ | ---------- | --------- | ----------- |
| 2025     | 11"28  | Bulle      | 31-5-2025 |             |
| 2024     | 11"30  | Willemstad | 28-4-2024 |             |
| 2023     | 11"47  | Meilen     | 17-6-2023 |             |
| 2022     | 11"38  | Bulle      | 9-7-2022  |             |
| 2021     | 11"20  | Nottwil    | 4-9-2021  |             |
| 2020     | 11"92  | Langenthal | 13-6-2020 |             |
| 2019     | 12"25  | Zofingen   | 8-6-2019  |             |
| 2018     | 12"14  | Langenthal | 23-6-2018 |             |
| 2017     | 12"22  | Chailly    | 10-6-2017 |             |
| 2016     | 12"97  | Losanna    | 2-5-2016  |             |

### 200 metri piani
| Stagione | Misura   | Luogo      | Data      | Rank. Mond. |
| -------- | -------- | ---------- | --------- | ----------- |
| 2025     | 22"81    | Bochum     | 24-7-2025 |             |
| 2024     | 22"72    | Winterthur | 29-6-2024 |             |
| 2023     | 23"16    | Budapest   | 23-8-2023 |             |
| 2022     | 23"25    | Zurigo     | 25-6-2022 |             |
| 2021     | 23"23    | Nottwil    | 5-9-2021  |             |
| 2020     | 24"68    | Frauenfeld | 23-8-2020 |             |
| 2019     | 25"16    | Zofingen   | 8-6-2019  |             |
| 2018     | 25"18    | Langenthal | 24-6-2018 |             |
| 2017     | 25"29    | Berna      | 25-6-2017 |             |
| 2016     | 26"28(i) | Magglingen | 6-2-2016  |             |

## Palmarès
| Anno | Manifestazione               | Sede      | Evento      | Risultato      | Prestazione | Note                                   |
| ---- | ---------------------------- | --------- | ----------- | -------------- | ----------- | -------------------------------------- |
| 2021 | Europei U23                  | Tallinn   | 200 m piani | Semifinale     | 23"97       |                                        |
| 2022 | Europei                      | Monaco    | 200 m piani | Semifinale     | 23"77       | [ 1 ]                                  |
| 2023 | Europei U23                  | Espoo     | 200 m piani | Semifinale     | 24"05       |                                        |
| 2023 | Europei U23                  | Espoo     | 4x100 m     | Bronzo         | 43"59       | Miglior prestazione nazionale under 23 |
| 2023 | Mondiali                     | Budapest  | 200 m piani | Batteria       | 23"16       | [ 2 ]                                  |
| 2024 | World Relays                 | Nassau    | 4x100 m     | Qual. olimpica | 42"75       |                                        |
| 2024 | Europei                      | Roma      | 200 m piani | Semifinale     | 23"17       | [ 3 ]                                  |
| 2024 | Europei                      | Roma      | 4x100 m     | Finale         | dq          | TR24.5(B)                              |
| 2024 | Olimpiade                    | Parigi    | 200 m piani | Ripescaggi     | 23"37       | [ 4 ]                                  |
| 2024 | Olimpiade                    | Parigi    | 4x100 m     | Finale         | dq          | TR24.7                                 |
| 2025 | World Relays                 | Guangzhou | 4x100 m     | Qual. mondiale | 43"35       |                                        |
| 2025 | Giochi mondiali universitari | Reno-Ruhr | 200 m piani | Argento        | 22"81       | [ 6 ]                                  |
| 2025 | Giochi mondiali universitari | Reno-Ruhr | 4x100 m     | Argento        | 43"47       | [ 7 ]                                  |

## Campionati nazionali
- 3 volte campionessa svizzera indoor dei 200 metri piani (2022, 2024, 2025)
- 1 volta campionessa svizzera dei 200 metri piani (2023)

2021
- 4ª ai campionati svizzeri indoor (Magglingen), 200 metri piani - 24"65
- Argento ai campionati svizzeri (Langenthal), 200 metri piani - 23"84

2022
- 4ª ai ai campionati svizzeri indoor (Magglingen), 60 metri piani - 7"31
- Oro ai campionati svizzeri indoor (Magglingen), 200 metri piani - 23"74
- Argento ai campionati svizzeri (Zurigo), 200 metri piani - 23"25

2023
- Argento ai campionati svizzeri indoor (San Gallo), 200 metri piani - 23"96
- 6ª ai campionati svizzeri (Bellinzona), 100 metri piani - 11"60
- Oro ai campionati svizzeri (Bellinzona), 200 metri piani - 23"27

2024
- 5ª ai ai campionati svizzeri indoor (San Gallo), 60 metri piani - 7"39
- Oro ai campionati svizzeri indoor (San Gallo), 200 metri piani - 23"35
- Argento ai campionati svizzeri (Winterthur), 200 metri piani - 22"72

2025
- 4ª ai ai campionati svizzeri indoor (San Gallo), 60 metri piani - 7"21
- Oro ai campionati svizzeri indoor (San Gallo), 200 metri piani - 23"29

## Altre competizioni internazionali
2017
- 4ª al Festival olimpico della gioventù europea ( Győr), staffetta 4x100 metri - 46"74[8]

2024
- Oro ai Weltklasse Zürich ( Zurigo), Staffetta 4x100 m - 42"55

2025
- 9ª ai Campionati europei a squadre di atletica leggera ( Madrid), 200 m piani - 22"82
- 7ª ai Campionati europei a squadre di atletica leggera ( Madrid), 4x100 m - 42"87